# 临床死亡
临床死亡是一个医学术语，指心跳、呼吸停止。
心跳停止的5至8分钟，又可称临床死亡期，人体仍可复苏。之后，人体进入生物学死亡期，人体无法被复苏。